# NGC 222
NGC 222 је расејано звездано јато у сазвежђу Тукан које се налази на NGC листи објеката дубоког неба.
Деклинација објекта је - 73° 23' 9" а ректасцензија 0h 40m 43,7s. Привидна величина (магнитуда) објекта NGC 222 износи 12,2. NGC 222 је још познат и под ознакама ESO 29-SC4.